# صابر ابر
صابر ابَر (زادهٔ ۱۸ خرداد ۱۳۶۳) بازیگر، کارگردان تئاتر و نویسنده ایرانی است. ابر فعالیت خود در سینما را با فیلم شاعر زباله‌ها (۱۳۸۴) شروع کرد. او برای بازی در فیلم دایره‌زنگی (۱۳۸۶) نامزد دریافت سیمرغ بلورین بهترین بازیگر نقش اول مرد و برای بازی در فیلم‌های مینای شهر خاموش (۱۳۸۵) و درباره الی (۱۳۸۷) نامزد دریافت سیمرغ بلورین بهترین بازیگر نقش مکمل مرد شد.

## فعالیت

### سینما
صابر ابر فعالیت حرفه‌ای خود را با اجرای برنامه‌های تلویزیونی آغاز کرد؛ از جمله برنامه کودک «رنگین‌کمان» و مسابقه تلویزیونی «در ۱۰۰ ثانیه». پس از مدتی، با ایفای نقش در فیلم «شاعر زباله‌ها» ساخته محسن مخملباف مورد توجه قرار گرفت. در سال ۲۰۰۶ با بازی در نقش یک راننده در فیلم «مینای شهر خاموش» در کنار عزت‌الله انتظامی، نامزد دریافت سیمرغ بلورین بهترین بازیگر نقش مکمل مرد شد.
در سال ۲۰۰۷ بازی در فیلم «دایره زنگی» استعداد او را بیش از پیش نمایان ساخت و همین امر باعث شد برای فیلم «درباره الی» به کارگردانی اصغر فرهادی انتخاب شود. این فیلم مورد تحسین منتقدان داخلی و بین‌المللی قرار گرفت؛ از جمله دیوید بوردول که آن را شاهکار خواند. ابر در این فیلم نقش «علیرضا» را بازی کرد؛ شخصیتی که نامزدش در جریان سفر گروهی ناپدید می‌شود. این نقش نیز برای او نامزدی دیگر در جشنواره بین‌المللی فیلم فجر به همراه داشت.
از دیگر آثار سینمایی او می‌توان به فیلم‌های «هیچ» (۲۰۰۹)، «نخودی» (۲۰۰۹)، «سیزده ۵۹» (۲۰۱۰)، «انتهای خیابان هشتم» (۲۰۱۰) و حضور کوتاهش در «آینه‌های روبه‌رو» (۲۰۱۰) اشاره کرد. او همچنین در مجموعه پربیننده «قورباغه» نقش اصلی را ایفا کرده است.

### تئاتر
صابر ابر در عرصه تئاتر نیز فعالیت چشم‌گیری داشته و با بازیگرانی چون فرهاد آییش، مهدی هاشمی و شهاب حسینی در نمایش «کرگدن» به کارگردانی فرهاد آییش (۱۳۸۷) همکاری کرده است. او همچنین در نمایش‌های «داستان یک پله‌کان» به کارگردانی رضا گوران (۱۳۸۸)، «کالیگولا» به کارگردانی همایون غنی‌زاده (۱۳۸۹) و «جیره‌بندی پرِ خروس برای سوگواری» به کارگردانی علی نرگس‌نژاد (۱۳۹۰) ایفای نقش کرده است. افزون بر این، در سال ۱۳۸۹ نمایش «واوها و ویرگول‌ها» را نیز خود کارگردانی کرده است.

### نویسندگی
ابر کتابی دوزبانه با عنوان «تا هفت خانه آن‌طرف‌تر» نوشته که درباره مادربزرگ‌های ایرانی در گوشه و کنار کشور است. این کتاب توسط نشر «اینجا، میان شهر» در تهران منتشر شده است.

## فیلم‌شناسی

### سینما
| سال  | عنوان                            | نقش        | کارگردان                           | یادداشت | منابع |
| ---- | -------------------------------- | ---------- | ---------------------------------- | ------- | ----- |
| ۱۴۰۴ | چشم‌هایش                          |            | بهمن فرمان‌آرا                      |         | [ ۳ ] |
| ۱۴۰۴ | آرامبخش                          |            | سعید زمانیان                       |         |       |
| ۱۴۰۳ | خمیازه بزرگ                      | مالک       | علی‌یار راستی                       |         |       |
| ۱۴۰۲ | ماریا                            | پیمان      | مهدی اصغری‌ازغدی                    |         |       |
| ۱۴۰۲ | آدم فروش                         | امیر       | محمود کلاری                        |         |       |
| ۱۴۰۲ | لاک پشت                          |            | بهمن کامیار                        |         |       |
| ۱۴۰۱ | بعد از رفتن                      | آرش        | رضا نجاتی                          |         | [ ۴ ] |
| ۱۴۰۱ | یادگار جنوب                      | مرد دلال   | حسین امیری دوماری و پدرام پورامیری |         |       |
| ۱۴۰۱ | کت چرمی                          | صالحی      | حسین میرزامحمدی                    |         |       |
| ۱۴۰۰ | بی‌رویا                           | بابک       | آرین وزیردفتری                     |         | [ ۵ ] |
| ۱۴۰۰ | بدون قرار قبلی                   | وکیل       | بهروز شعیبی                        |         | [ ۶ ] |
| ۱۳۹۹ | زیر نور کم                       | حامد       | محمد پرویزی                        |         |       |
| ۱۳۹۷ | مسخره‌باز                         | دانش       | همایون غنی‌زاده                     |         | [ ۷ ] |
| ۱۳۹۶ | روسی                             | ابراهیم    | امیرحسین ثقفی                      |         |       |
| ۱۳۹۶ | خوک                              | خودش       | مانی حقیقی                         |         |       |
| ۱۳۹۵ | حکایت دریا                       | امیر دشتی  | بهمن فرمان‌آرا                      |         |       |
| ۱۳۹۵ | میلیونر میامی                    | رضا        | مصطفی احمدی                        |         |       |
| ۱۳۹۵ | هت‌تریک                           | کیوان      | رامتین لوافی‌پور                    |         |       |
| ۱۳۹۵ | تابستان داغ                      | فرهاد      | ابراهیم ایرج‌زاد                    |         |       |
| ۱۳۹۵ | ویلایی‌ها                         | حاج حمید   | منیر قیدی                          |         |       |
| ۱۳۹۳ | قندون جهیزیه                     | عطا        | علی ملاقلی‌پور                      |         |       |
| ۱۳۹۳ | دو                               |            | سهیلا گلستانی                      |         |       |
| ۱۳۹۳ | نزدیکتر                          | علی        | مصطفی احمدی                        |         |       |
| ۱۳۹۳ | رخ دیوانه                        | کاوه نجم   | ابوالحسن داوودی                    |         |       |
| ۱۳۹۳ | من دیه‌گو مارادونا هستم           | نویسنده    | بهرام توکلی                        |         |       |
| ۱۳۹۲ | دلم می‌خواد                       | بیمار      | بهمن فرمان‌آرا                      |         |       |
| ۱۳۹۲ | خواب‌زده‌ها                        | هومن       | فریدون جیرانی                      |         | [ ۸ ] |
| ۱۳۹۲ | ارسال یک آگهی تسلیت برای روزنامه | طاها       | ابراهیم ابراهیمیان                 |         |       |
| ۱۳۹۱ | همه‌چیز برای فروش                 | اکبر       | امیرحسین ثقفی                      |         |       |
| ۱۳۹۱ | هیچ‌کجا هیچ‌کس                     | داوود      | ابراهیم شیبانی                     |         |       |
| ۱۳۹۱ | گس                               | خسرو       | کیارش اسدی‌زاده                     |         |       |
| ۱۳۹۱ | آسمان زرد کم‌عمق                  | مهران      | بهرام توکلی                        |         |       |
| ۱۳۹۱ | آشغال‌های دوست‌داشتنی              | امیر       | محسن امیریوسفی                     |         |       |
| ۱۳۹۰ | قصه‌ها                            | همسر نرگس  | رخشان بنی‌اعتماد                    |         |       |
| ۱۳۹۰ | بوسیدن روی ماه                   | فیض        | همایون اسعدیان                     |         |       |
| ۱۳۹۰ | برف روی کاج‌ها                    | نریمان     | پیمان معادی                        |         |       |
| ۱۳۹۰ | پذیرایی ساده                     | مرد جوان   | مانی حقیقی                         |         |       |
| ۱۳۸۹ | انتهای خیابان هشتم               | بهرام      | علیرضا امینی                       |         |       |
| ۱۳۸۹ | اینجا بدون من                    | احسان      | بهرام توکلی                        |         |       |
| ۱۳۸۹ | سیزده ۵۹                         | بهرام      | سامان سالور                        |         |       |
| ۱۳۸۹ | آقا یوسف                         | سیروس      | علی رفیعی                          |         |       |
| ۱۳۸۸ | آینه‌های روبه رو                  | صادق       | نگار آذربایجانی                    |         |       |
| ۱۳۸۸ | نخودی                            | سینا بزرگی | جلال فاطمی                         |         |       |
| ۱۳۸۸ | متامورفوسیس                      | پسر        | سینا آذین                          |         |       |
| ۱۳۸۸ | هیچ                              | نیما       | عبدالرضا کاهانی                    |         |       |
| ۱۳۸۸ | تابستان عزیز                     | دزد ماشین  | امیرشهاب رضویان                    |         |       |
| ۱۳۸۷ | درباره الی                       | علیرضا     | اصغر فرهادی                        |         |       |
| ۱۳۸۷ | از رئیس‌جمهور پاداش نگیرید        | اباذر      | کمال تبریزی                        |         |       |
| ۱۳۸۷ | خوشحالی بدون آرام بخش            | 4775       | سپهر وکیلی و اسفندیار ترکمن راد    |         |       |
| ۱۳۸۶ | سه زن                            | حامد       | منیژه حکمت                         |         |       |
| ۱۳۸۶ | دایره‌زنگی                        | محمد       | پریسا بخت‌آور                       |         |       |
| ۱۳۸۵ | مینای شهر خاموش                  | ایرج       | امیرشهاب رضویان                    |         |       |
| ۱۳۸۴ | شاعر زباله‌ها                     | رفتگر      | محمد احمدی                         |         |       |

### تلویزیون
| سال  | عنوان           | نقش   | کارگردان     | یادداشت         | منابع         |
| ---- | --------------- | ----- | ------------ | --------------- | ------------- |
| ۱۳۹۴ | کلاه‌قرمزی ۹۴    | خودش  | ایرج طهماسب  | پخش از شبکه دو  |               |
| ۱۳۸۲ | پلک             | مجری  |              | پخش از شبکه سه  | [ ۹ ]         |
| ۱۳۸۰ | در ۱۰۰ ثانیه    | مجری  |              | پخش از شبکه سه  |               |
| ۱۳۸۰ | رنگین‌کمان       | مجری  |              | پخش از شبکه پنج | [ ۱۰ ] [ ۱۱ ] |
| ۱۳۷۹ | داستان‌های نوروز | فرشاد | مرضیه برومند | پخش از شبکه یک  | [ ۱۲ ]        |
| ۱۳۷۶ | بازگشت به خانه  |       | مسعود نوابی  | پخش از شبکه یک  |               |

### نمایش خانگی
| سال  | عنوان   | نقش         | کارگردان        | یادداشت                                | منابع         |
| ---- | ------- | ----------- | --------------- | -------------------------------------- | ------------- |
| ۱۴۰۴ | کنکل    | ابی جندقی   | رامتین لوافی‌پور | پخش در شبکه اینترنتی استارنت           | [ ۱۳ ]        |
| ۱۴۰۳ | تاسیان  | سعید جعفری  | تینا پاکروان    | پخش در شبکه اینترنتی فیلیمو            | [ ۱۴ ] [ ۱۵ ] |
| ۱۴۰۳ | بازنده  | کاوه بدرلو  | امین حسین‌پور    | پخش در شبکه اینترنتی فیلیمو            | [ ۱۶ ]        |
| ۱۴۰۱ | مترجم   | مهندس       | بهرام توکلی     | پخش در شبکه اینترنتی نماوا             | [ ۱۷ ]        |
| ۱۴۰۱ | مهمونی  | خودش        | ایرج طهماسب     | پخش در شبکه‌های اینترنتی نماوا و فیلیمو |               |
| ۱۳۹۹ | قورباغه | رامین فیاضی | هومن سیدی       | پخش در شبکه اینترنتی نماوا             | [ ۱۸ ]        |

### تئاتر
| سال       | عنوان                                      | کارگردان        |
| --------- | ------------------------------------------ | --------------- |
| ۱۴۰۳–۱۴۰۴ | امشب به صرف بورش بدون خون، به روایت نازنین | صابر ابر        |
| ۱۴۰۳      | مالی سویینی                                | مرتضی میرمنتظمی |
| ۱۴۰۲      | امشب به صرف بورش و خون                     | صابر ابر        |
| ۱۳۹۷      | تن شوری                                    | رضا ثروتی       |
| ۱۳۹۷      | آنتی گن                                    | علی راضی        |
| ۱۳۹۶      | زبان تمشکهای وحشی                          | شیوا مسعودی     |
| ۱۳۹۶      | کنسرت نمایش سی                             | علی اصغر دشتی   |
| ۱۳۹۵      | از زیر زمین تا پشت بام                     | افسانه ماهیان   |
| ۱۳۹۴      | مالی سویینی                                | مرتضی میرمنتظمی |
| ۱۳۹۴      | کالیگولا                                   | همایون غنی‌زاده  |
| ۱۳۹۴      | سه جلسه تراپی                              | افسانه ماهیان   |
| ۱۳۹۱      | ننه دلاور، بیرون پشت در                    | سجاد افشاریان   |
| ۱۳۹۱      | هملت                                       | رضا گوران       |
| ۱۳۹۰      | ریچارد سوم                                 | آتیلا پسیانی    |
| ۱۳۹۰      | وُرک‌شاپ                                     | سینا آذین       |
| ۱۳۸۹      | جیره‌بندی پر خروس برای سوگواری              | علی نرگس‌نژاد    |
| ۱۳۸۹      | کالیگولا                                   | همایون غنی‌زاده  |
| ۱۳۸۸      | داستان یک پلکان                            | رضا گوران       |
| ۱۳۸۸      | واوها و ویرگول‌ها                           | صابر ابر        |
| ۱۳۸۷      | کرگدن                                      | فرهاد آئیش      |

### مستند
- تا هفت خانه آن‌ورتر[۱۹] (۱۴۰۴)

### موسیقی
- خواب‌زده‌ها (۱۳۹۲)
- همکاری با مهیار علیزاده در آلبوم در شعله با تو رقصان،[۲۰] به همراه پانته‌آ پناهی‌ها[۲۰][۲۱]
- ، ۱۳۹۸
- در ستایش تئاتر، ایرانشهر_سالن استاد سمندریان، ۱۳۹۷
- پرتقال‌های کال، ایرانشهر - سالن استاد ناظرزاده کرمانی، ۱۳۹۵ اوها

### کتاب
تا هفت خانه آن‌ورتر (۱۳۹۷)

## جوایز و نامزدی‌ها
| سال  | اثر نامزدشده    | دسته                       | نتیجه    | منابع |
| ---- | --------------- | -------------------------- | -------- | ----- |
| ۱۳۸۵ | مینای شهر خاموش | بهترین بازیگر نقش مکمل مرد | نامزدشده |       |
| ۱۳۸۶ | دایره‌زنگی       | بهترین بازیگر نقش اول مرد  | نامزدشده |       |
| ۱۳۸۷ | درباره الی      | بهترین بازیگر نقش مکمل مرد | نامزدشده |       |

| سال  | اثر نامزدشده     | دسته                       | نتیجه    | منابع |
| ---- | ---------------- | -------------------------- | -------- | ----- |
| ۱۳۸۶ | مینای شهر خاموش  | بهترین بازیگر نقش مکمل مرد | برنده    |       |
| ۱۳۸۷ | دایره‌زنگی        | بهترین بازیگر نقش اول مرد  | نامزدشده |       |
| ۱۳۸۹ | درباره الی       | بهترین بازیگر نقش مکمل مرد | برنده    |       |
| ۱۳۹۴ | همه‌چیز برای فروش | بهترین بازیگر نقش اول مرد  | نامزدشده |       |

| سال  | اثر نامزدشده   | دسته                       | نتیجه    | منابع |
| ---- | -------------- | -------------------------- | -------- | ----- |
| ۱۳۸۸ | درباره الی     | بهترین بازیگر نقش مکمل مرد | برنده    |       |
| ۱۳۹۱ | برف روی کاج‌ها  | بهترین بازیگر نقش مکمل مرد | نامزدشده |       |
| ۱۳۹۱ | بوسیدن روی ماه | بهترین بازیگر نقش مکمل مرد | نامزدشده |       |

| سال  | اثر نامزدشده | دسته                   | نتیجه    | منابع  |
| ---- | ------------ | ---------------------- | -------- | ------ |
| ۱۳۸۸ | دایره‌زنگی    | بهترین بازیگر مرد      | نامزدشده | [ ۲۳ ] |
| ۱۴۰۰ | قورباغه      | بهترین بازیگر مرد درام | نامزدشده | [ ۲۴ ] |

| سال  | اثر نامزدشده | دسته              | نتیجه | منابع |
| ---- | ------------ | ----------------- | ----- | ----- |
| ۱۳۹۰ | ریچارد سوم   | بهترین بازیگر مرد | برنده |       |

- برنده جایزه بهترین بازیگر نوظهور (گروهی مرد/ زن) از جشنواره فیلم رم برای فیلم گس
- برنده جایزه بهترین بازیگر نقش مکمل مرد از جشنواره گلدن گلوبال مالزی برای فیلم هت‌تریک